# Žofínský prales

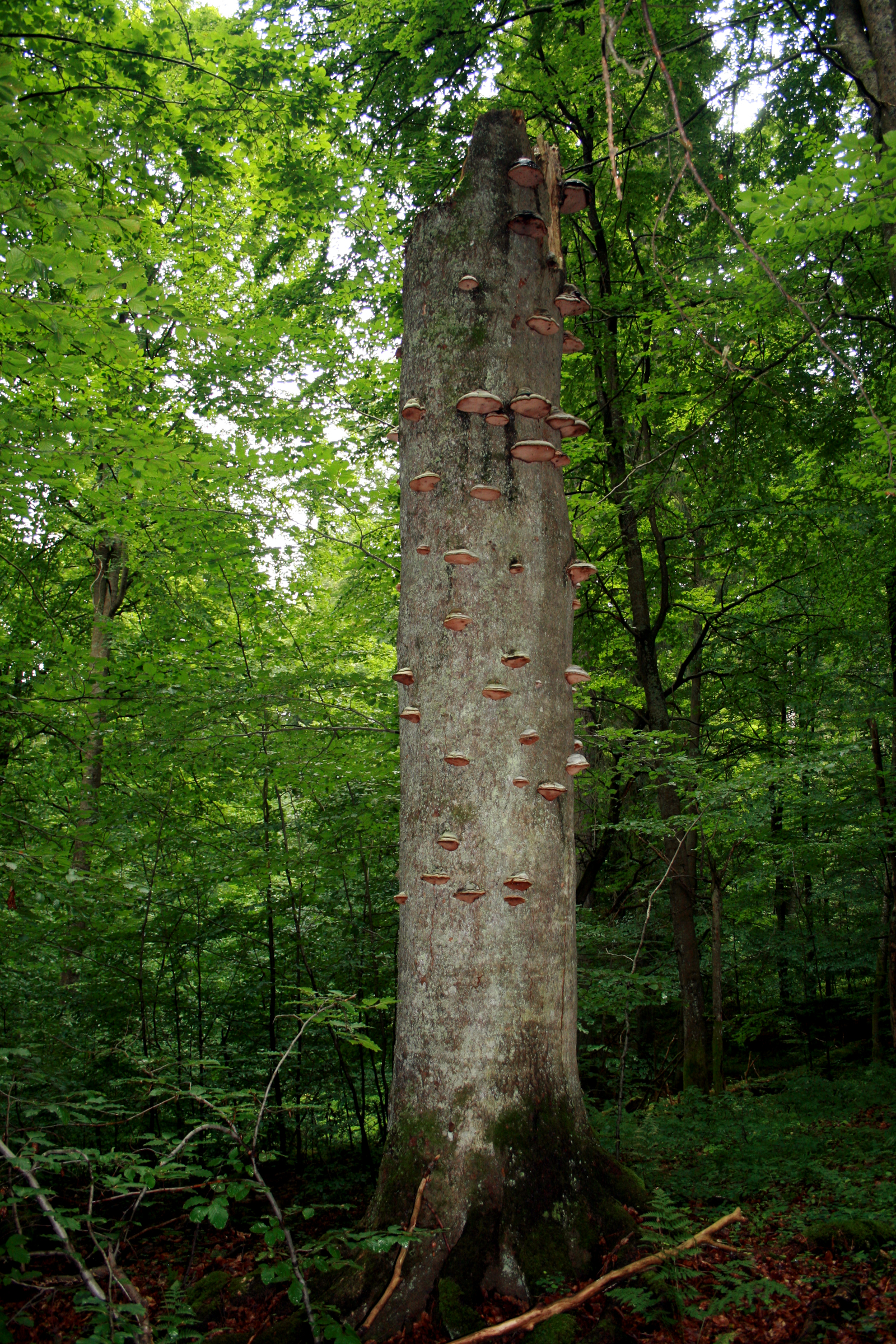
Žofínský prales

Žofínský prales (deutsch: Sophien-Urwald) ist ein geschützter Urwald im Süden Tschechiens. Er liegt direkt an der österreichischen Grenze, 15 Kilometer südwestlich der Stadt Nové Hrady entfernt, im zentralen Teil des Gratzener Berglandes. Žofínský prales steht wie das nahegelegene Hojná Voda seit 1838 unter Schutz. Die beiden Wälder sind damit die ältesten Naturschutzgebiete des Landes.

## Untergrund und Relief
Der Wald erstreckt sich in einer Höhe von 735–830 m. n. m auf einem Nordost-Hang des 936 Meter hohen Berges Stříbrný vrch. Die Größe des Schutzgebietes veränderte sich im Laufe der Zeit, beträgt aber seit 1933, als es zum nationalen Naturreservat erklärt wurde, relativ konstant rund 100 Hektar. Aktuell (2008) ist das Reservat 102,71 Hektar groß.
Der Untergrund besteht aus Granodiorit, der zu einer gut durchlässigen, tiefgründigen, lehmig-sandigen Bodenschicht verwittert. Als Bodentypen sind Braunerden mit einer mächtigen Humusschicht vorherrschend, an feuchten Stellen tritt Torf auf. In dutzenden Sickerquellen tritt Wasser aus und fließt in kleinen Bächen ab, deren Schluchten das Gelände gliedern. Nahezu das ganze Gebiet ist bewaldet; Lichtungen und Wasserflächen nehmen nur 2,59 Hektar des Areals ein. In dem Reservat gibt es weder landwirtschaftlich genutzte noch bebaute Flächen.

## Entstehung und Entwicklung

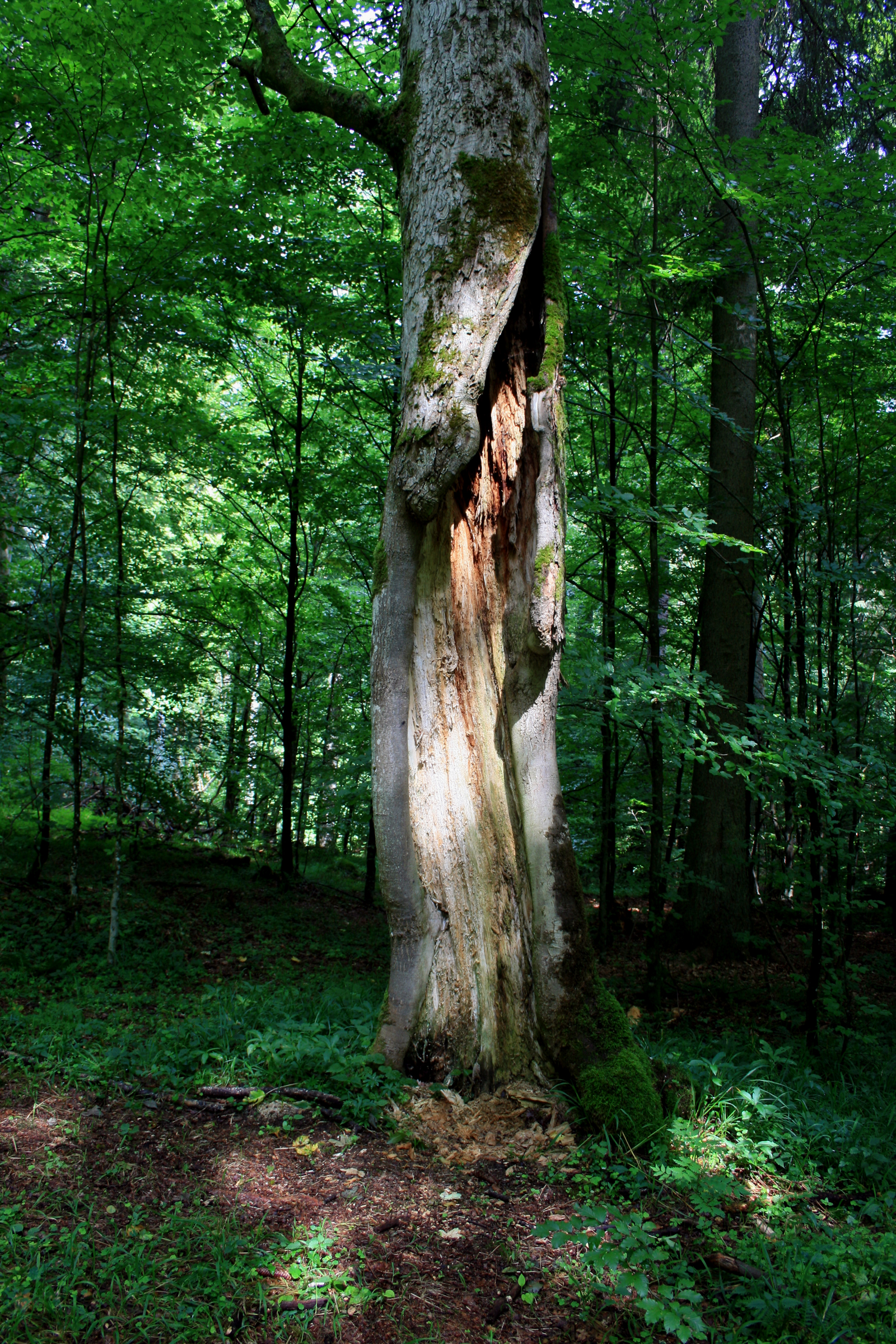
Žofínský prales

Beeindruckt von der Größe und dem Zustand des Waldes an der österreichischen Grenze, beschloss der Besitzer der Herrschaft Nové Hrady Georg Franz August von Buquoy 1838, der Nachwelt „ein anschauliches Zeugnis längst vergangener Zeiten zu erhalten.“ Er nahm den Berghang aus der Forstbewirtschaftung heraus und verbot darin das Fällen von Bäumen und das Sammeln von Holz. Fachleute beurteilten das Vorhaben skeptisch: William Rowland, ab 1843 Forstingenieur in Diensten der Buquoys, kritisierte nicht nur die finanziellen Einbußen. Er vermutete auch, der überalterte Wald würde innerhalb von 50 Jahren infolge von Stürmen und Schneelast vollkommen untergehen.
Das ursprünglich 172,6 Hektar große Schutzgebiet schrumpfte Rowland radikal auf 1,7 Hektar ein. Zudem wurden auch in der verbliebenen Kernzone bis 1882 Totholz und entwurzelte Stämme abtransportiert, und auch nach erneuter Ausdehnung des Reservats ließ sich das Verbot der Holzernte, vor allem während der beiden Weltkriege, nicht durchgehend aufrechterhalten. 1947–50 fand eine Borkenkäfer-Kampagne statt. 
Ab 1849 bis in die 1990er Jahre war der Wald außerdem Teil eines Wildgeheges. Das Hoch- und Rehwild verursachte erhebliche Schäden, die vor allem Fichten im Alter bis zu 150 Jahren betreffen und bis heute sichtbar sind. Seit 1991 umgibt ein 2 Meter hoher Zaun 80 % des Reservates und sperrt damit den Zugang für das Hochwild und die Rehe. Schwarzwild dringt dagegen ohne größere Probleme in das Reservat ein. Sein Einfluss auf die Entwicklung wird eher positiv beurteilt, da das Aufwühlen der Bodendecke die natürliche Verjüngung unterstützt.
In Buquoys Wald dominierte ursprünglich die Weißtanne, zugemischt waren Fichte und Buche, vereinzelt traten Bergahorn und Bergulme auf. Nach Gründung des Reservats 1838 starben die Tannen allmählich ab und in einer Übergangszeit bildeten Fichten den Hauptbestand. Gleichzeitig begann der Aufstieg der Buche, die heute über 80 % des Baumbestandes ausmacht.

## Flora und Fauna
Nach 170 Jahren fast ohne menschlichen Einfluss erweist sich die Prognose des Forstingenieurs Rowland als unzutreffend. Das Gelände ist zum überwiegenden Teil mit einem Buchenwald bewachsen, nur in den Feuchtgebieten sind Fichtenwälder anzutreffen. Die vorherrschenden Waldtypen sind der Waldmeister-Buchenwald (Galio odorati-Fagetum), der Haargersten-Buchenwald (Hordelymo-Fagetum), auf feuchten Stellen der montane Buchenwald (Calamagrostio villosae-Fagetum) und in den Quellsümpfen der Schachtelhalm-Fichtenwald (Equiseto-Piceetum).
Die ältesten Bäume sind 300–400 Jahre alt und 40–50 Meter hoch. In der Krautschicht wachsen charakteristische Arten, zum Beispiel Zahnwurz, Eichenfarn, Waldmeister, Einbeere, Wald-Sanikel, Goldnessel und Hasenlattich. Eine regionale Besonderheit ist das Kleeblatt-Schaumkraut. In den Quellsümpfen wachsen der Behaarte Kälberkropf, Bitteres Schaumkraut und Wechselblättriges Milzkraut. An den Rändern der Feuchtgebiete sind Wolliges Reitgras, Wald-Hainsimse und Wald-Soldanelle heimisch.
Im Žofínský prales brüten regelmäßig 35–40 Vogelarten. Eine Bestandsaufnahme im Jahr 1997 stellte 163 Arten von Käfern fest. Eine herausragende Bedeutung besitzt der Wald auch für seltene Moose (181 Arten), Pilze (600 Arten), Schnecken und Insekten. Menschen ist das Betreten des Waldes seit 1991 untersagt.